# Ла Торе (Фиренца)
Ла Торе је насеље у Италији у округу Фиренца, региону Тоскана.
Према процени из 2011. у насељу је живело 99 становника. Насеље се налази на надморској висини од 280 м.